# Tagajō
Tagajō (jap. 多賀城市 Tagajō-shi) – miasto w Japonii, w prefekturze Miyagi, na wyspie Honsiu. Ma powierzchnię 19,69 km². W 2020 r. mieszkało w nim 62 827 osób, w 26 309 gospodarstwach domowych  (w 2010 r. 63 060 osób, w 24 047 gospodarstwach domowych) .

## Położenie
Miasto leży około 350 km na północ od Tokio, we wschodniej części prefektury nad Oceanem Spokojnym. Graniczy z miastami:
- Shiogama
- Sendai
- miasteczkiem Shichigahama.

## Historia
- 1 listopada 1971 – miasto podniesiono do rangi administracyjnej -shi (市)[3].

## Transport[5]

### Kolejowy
- East Japan Railway Company
  - Główna linia Tōhoku – Stacja Tagajō
  - Linia Senseki

### Drogowy
- Autostrada Sanriku
- Droga krajowa nr 45.